# جاوید نیکپور
جاوید نیک‌پور (زاده ۱۳۵۴ در تهران) عکاس خبری ، ورزشی و مستند ایرانی است. وی عکاسی را از سال ۱۳۷۸ شروع کرد و از سال ۱۳۸۰ در بسیاری از مطبوعات و رسانه‌های خبری ایران و همچنین به عنوان عکاس کمیته ملی المپیک ایران مشغول به کار بوده‌است. نیک پور در سال ۱۳۹۳ موفق به دریافت گواهینامه هنری درجه یک (معادل مدرک دکتری) از طرف وزارت فرهنگ و ارشاد اسلامی ایران شد. او در سال ۱۳۹۴ گروه عکس پودیوم را تأسیس کرد.  

## جوایز داخلی و بین‌المللی
جاوید نیک پور در سال ۱۳۹۴ مقام اول و سوم جایزه عکس استانبول را کسب کرد  و در سال ۱۳۹۵ در بین نفرات برگزیده جایزه عکس سال آمریکا قرار گرفت. و همچنین در سال ۱۳۹۸ موفق به کسب جایزه بزرگ و مقام اول جایزه عکس پاریس شد. نیک پور علاوه بر کسب جوایز بسیاری از جشنواره‌های داخلی از جمله جایزه عکس سال مطبوعاتی ایران، جشنواره تجسمی فجر و چندین جشنواره دیگر، داور بسیاری از این رویدادهای عکاسی نیز بوده‌است.   و برخی آثار وی همچنین در میان برترین آثار جشنواره جهانی ایپس (انجمن نویسندگان، خبرنگاران و عکاس ورزشی جهان) قرار گرفته اند.